# Ivan Wyschnegradsky
Ivan Vishnogradsky ou Wyschnegradsky (1893-1979) foi um compositor russo. Associou as seguintes cores as 12 notas musicais:
- DÓ = vermelho
- DÓ sustenido = vermelho alaranjado
- RÉ = laranja
- RÉ sustenido = amarelo alaranjado
- MI = amarelo
- FÁ = amarelo esverdeado
- FÁ sostenido = verde
- SOL = verde azulado
- SOL sostenido = azul
- LÁ = azul violetado
- LÁ sostenido = violeta
- SI = violeta avermelhado

Tendo isso como base Wyschnegradsky se dedicou a um projeto , talvez o mais grandioso de todos, uma cúpula hemisférica de 18 m de diâmetro contendo milhares de células geradas por luzes coloridas seguindo o som das notas musicais adequadas.